# 국내 공항

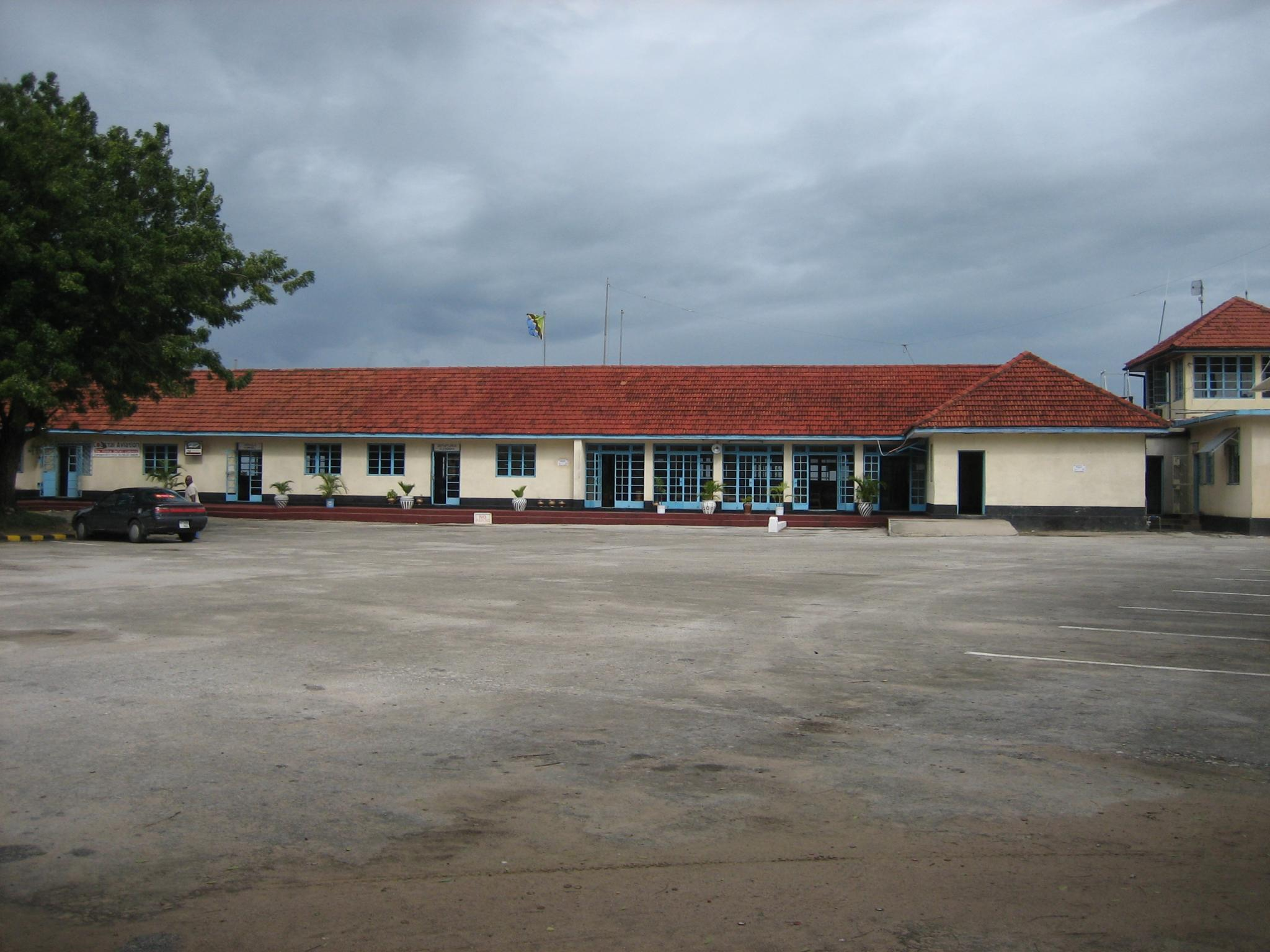
탄자니아의 탄가 공항

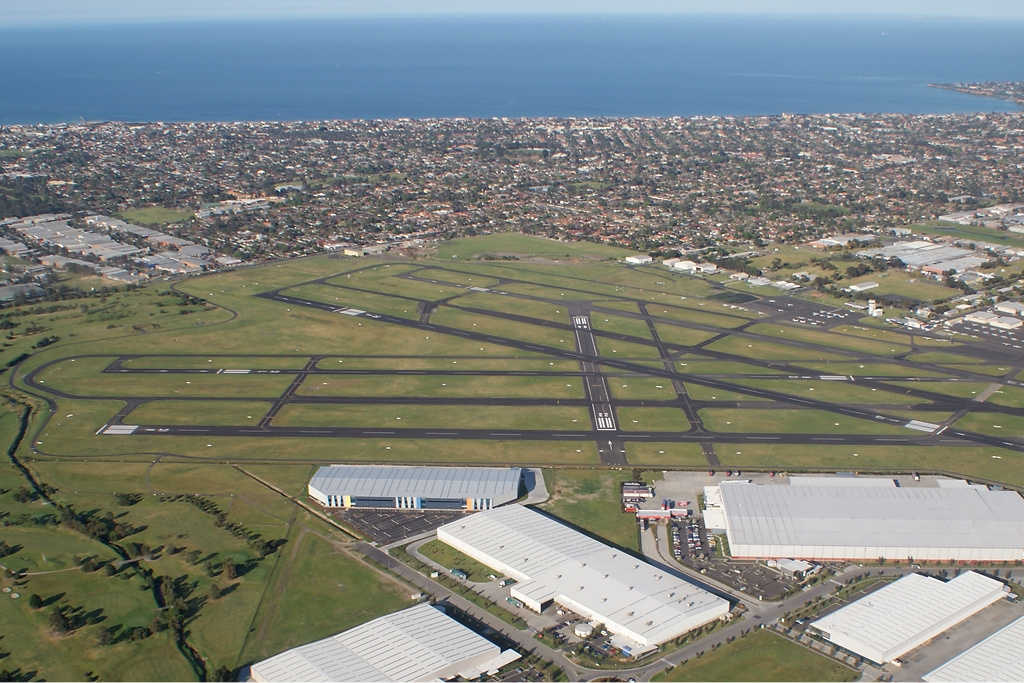
오스트레일리아 멜버른에 위치한 무라빈 공항

국내 공항은 국내선만 취급하는 공항이다. 같은 나라 내의 항공편. 국내 공항에는 세관 및 출입국 관리 시설이 없기 때문에 외국 공항을 오가는 항공편을 취급할 수 없다.
이러한 공항에는 단거리 또는 중간 규모의 항공기 및 지역 항공 교통을 취급하기에 충분한 짧은 활주로가 있는 경우가 많다. 대부분의 국가에서 보안검사/금속 탐지기가 사용되지만, 그러한 점검은 국제선 검사 후 수십 년 후에 많은 경우에 설치된 국내선 항공편에 대한 것이다.
캐나다와 미국의 대부분의 시립 공항은 이러한 분류에 속한다. 캐나다의 국제 공항에는 캐나다 내 항공편을 취급하는 국내 터미널이 있다(캐나다 도시 간 비행).
또한, "국제선"이라고 명명된 일부 공항은 기본적으로 국제 교통을 정기적으로 취급하지 않는 국내 공항이다. 이들 공항의 대부분은 미국을 통해 위치해 있다.
영국에서 국내 공항의 예로는 위크 공항이 있는데, 위크 공항은 다른 스코틀랜드 공항으로 가는 빈번한 항공편을 운영하고 있다.
일부 소국이나 지역은 그 크기나 정치적인 이유로 인해, 예를 들어 벨기에, 홍콩, 쿠웨이트, 마카오, 헝가리, 리투아니아, 룩셈부르크, 세르비아, 싱가포르, 슬로바키아, 아랍에미리트와 같은 어떤 공공 국내선이나 국내선도 가지고 있지 않다.

## 지역 공항
지역 공항은 상대적으로 작거나 인구가 적은 지리적 지역 내에서 교통을 제공하는 공항이다. 지역 공항은 보통 국가 간 교통을 처리할 수 있는 세관 및 출입국 관리 시설을 갖추고 있지 않다. 캐나다에서 지방 공항들은 보통 캐나다 내 연결과 미국행 일부 항공편을 서비스한다. 실제로 그들 자신을 국제 공항이라고 부르는 몇몇 미국 지방 공항들은 필요에 따라 세관 및 출입국 관리 시설을 갖추고 있을 수도 있지만, 대다수의 사람들은 국내 교통만을 이용하고 있다.
이러한 공항을 사용하는 항공기는 터보프롭 또는 지역 제트 여객기 품종의 소형 비즈니스 제트기, 민간 항공기 및 지역 항공기가 되는 경향이 있다. 이러한 비행은 대개 더 큰 지역 중심부까지 더 짧은 거리를 간다. 이러한 공항들은 대개 연료가 많은 무거운 비행기를 제외한 짧은 활주로가 있다.

### 유럽
유럽 국가들에서, 지역 공항들은 종종 국가의 수도/가장 중요한 도시에 서비스를 제공하지 않는 공항으로 분류된다. 더 큰 지역 공항의 예로는, 유럽에서 가장 붐비는 공항 중 하나이며 대형 항공기와 소형 항공기가 모두 이용하는 스페인 바르셀로나 엘프라트 공항과 영국 맨체스터 공항이 있다. 프랑스, 독일, 스웨덴과 같은 국가에서, 지역 공항은 더 큰 공항에서 오는 비행과 마찬가지로 국가 허브로 가더라도 소형 비행기들의 공항이다. 소규모 지역 공항의 예로는 코번트리 공항과 예배 공항이 있다. 장거리 및 단거리 이착륙기가 많은 노르노르게에서 지역 공항은 수도가 아닌 지역 허브로 가는 항공편을 이용하는 공항이다.

## 같이 보기
- 국내선
- 국제공항
- 국제선